# Шабельское
Шабельское  — село в Щербиновском районе Краснодарского края России.
Административный центр Шабельского сельского поселения.
Население около 2,5 тыс. жителей.

## География
Село расположено на побережье Азовское море (южный берег Таганрогского залива) у мыса Сазальник и солёного озера Долгое (Сазальник). Расположено в 28 км северо-западнее районного центра — станицы Старощербиновской (37 км по дороге).

### Улицы
| - ул. Демьяна Бедного, - ул. Ивановская, - ул. Калинина, - ул. Карла Либкнехта, - ул. Кирова, - ул. Комсомольская, - ул. Ленина, - ул. Лермонтова, - ул. Мира, | - ул. Партизанская, - ул. Пушкина, - ул. Садовая Аллея, - ул. Советов, - ул. Степана Разина, - ул. Степная, - ул. Фридриха Энгельса, - ул. Шевченко. |

## История
Село Сазальник основано в 1783 году и относилось к Ростовскому уезду и войску донскому и  впоследствии носило название Николаевка, после 1811 года — Шабельское. Это одно из первых русских поселений региона.
В селе имеется памятник павшим в боях за свободу и независимость Родины. Сазальникский маяк.

## Население
| 2002 | 2010  |
| ---- | ----- |
| 2454 | ↘2449 |